# Мост через бухту Сяншань
Мост через бухту Сяншань (кит. упр. 象山港大桥) — комбинированный мостовой переход, пересекающий бухту Сяншань, расположенный на территории города субпровинциального значения Нинбо; 15-й по длине основного пролёта вантовый мост в мире (9-й в Китае). Является частью скоростной автодороги S10, связывающей дорогу G1501 в квартале Юньлон на севере с бухтой Сиху на юге.

## Характеристика
Мост соединяет северный берег бухты Сяншань район Иньчжоу с южным берегом уездом Сяншань города субпровинциального значения Нинбо.
Длина мостового перехода — 6 750 м. Мостовой переход представлен мостом балочной конструкции, одной секцией двухпилонного вантового моста с длиной основного пролёта 688 м и двумя мостовыми подходами с обеих сторон. Высота основных башенных опор — 225,5 м. Башенные опоры имеют форму перевёрнутой буквы Y. 
Имеет 6 полос движения (по три в обе стороны). Мост стал третьим по очередности открытия в городе Нинбо, упростив доступность с центральной частью города по длине маршрута вдвое. Ранее уезд Сяншань напрямую был связан путём паромной переправы, а также двумя основными дорогами в объезд бухты.